# Mairie de Saint-Ouen (stanice metra v Paříži)
Mairie de Saint-Ouen je přestupní stanice pařížského metra na severovýchodní větvi linky 13 a na lince 14. Leží za hranicemi Paříže na území města Saint-Ouen-sur-Seine pod náměstím Place de la République.

## Historie
Stanice byla otevřena 30. června 1952 při prodloužení linky od stanice Porte de Saint-Ouen do Carrefour Pleyel.

## Další rozvoj
V plánech rozvoje sítě metra na léta 2007–2013 je zahrnuto prodloužení linky 4 ze stanice Porte de Clignancourt do Mairie de Saint-Ouen. Studie z roku 2007 navrhovala rozšíření linky 14 v letech 2015–2016 o 5,9 km přes stanici Porte de Clichy a poté do stanice Mairie de Saint-Ouen.

## Název
Na stejném náměstí jako stanice se nachází také radnice města Saint-Ouen, po níž nese jméno (mairie = radnice).